# Wildfire (berg- och dalbana)
För andra betydelser, se Wildfire (olika betydelser).
Wildfire är en berg- och dalbana i trä som hade premiär 28 juni 2016 i Kolmårdens djurpark. 
Med en topphastighet på 115km/h är Wildfire den näst snabbaste träberg- och dalbanan i Europa och dessutom bland de högsta  träberg- och dalbanorna i världen, 57 meter. Den upplevda höjden kommer att bli avsevärt högre eftersom Wildfire byggs på en klippa med utsikt över Bråviken, på det högsta stället är banan 142 meter över havet. 
När tågen åker ner längs klippväggen i toppfart är banan nära nog vertikal med 83 graders lutning. Wildfire räknas som en lång berg- och dalbana, 1265 meter på 120 sekunder, det är den längsta banan Rocky Mountain Construction någonsin har byggt.
Wildfire är den första berg och dalbanan utanför USA som använder sig av den nya typen av räls utvecklad av Rocky Mountain Construction. Rälsen möjliggör flera element som tidigare endast funnits på stålbanor. Wildfire har tre inversioner, det vill säga tillfällen när tågen åker helt upp och ner.
Grundläggningen skedde utan bygglov. Därefter beviljade Norrköpings kommun bygglov då man ansåg att betydande miljöpåverkan inte förelåg och att detaljplan inte behövdes. Detta överklagades av boende kring parken och Mark- och miljööverdomstolen beslutade i oktober 2016 att upphäva beslutet med motivering bland annat att bygglovet inte kunde ges utan en detaljplan som utrett trafik, störningar och påverkan på djurlivet. Wildfire öppnade igen i juni 2017.

## Galleri

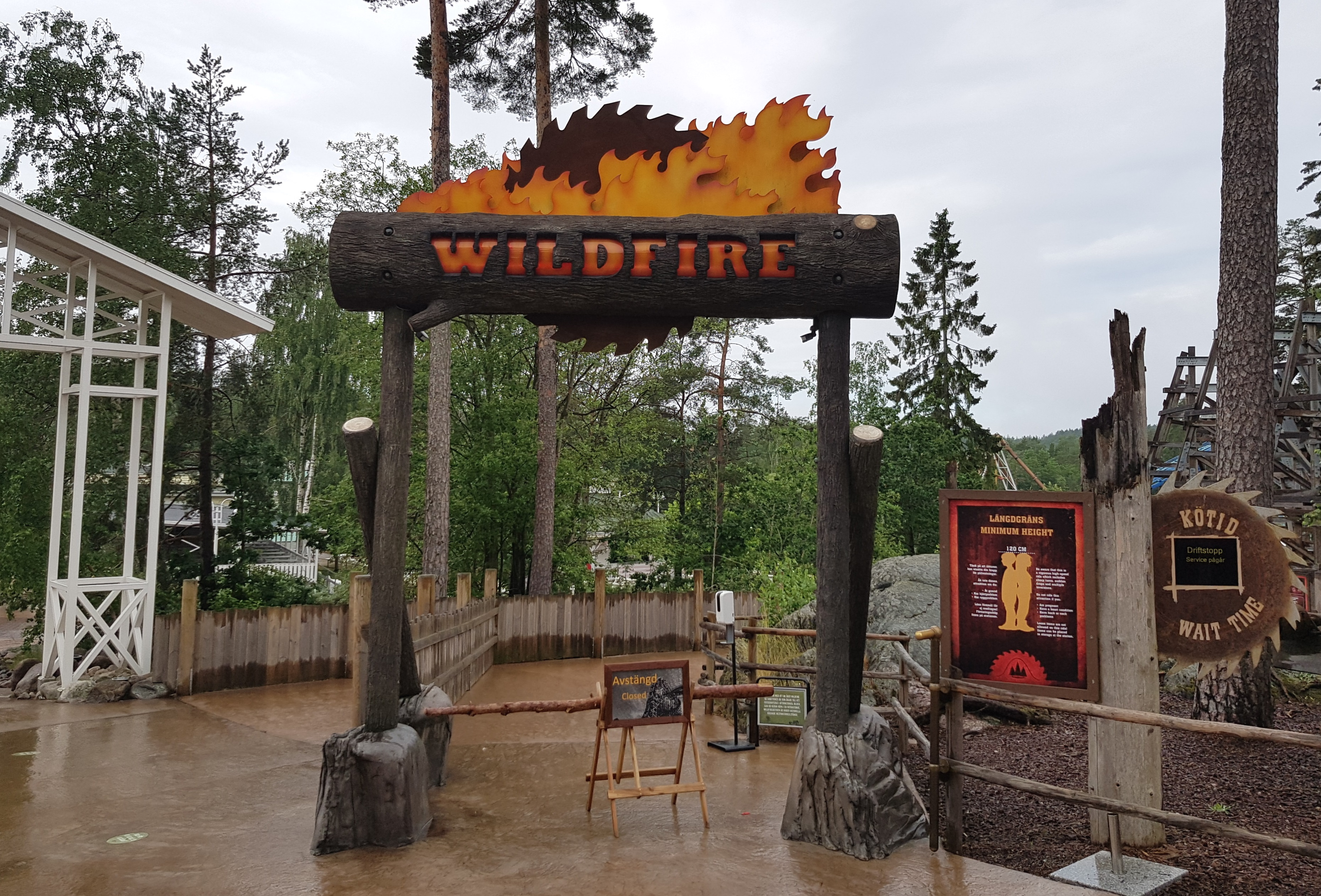
Ingången till Wildfire.
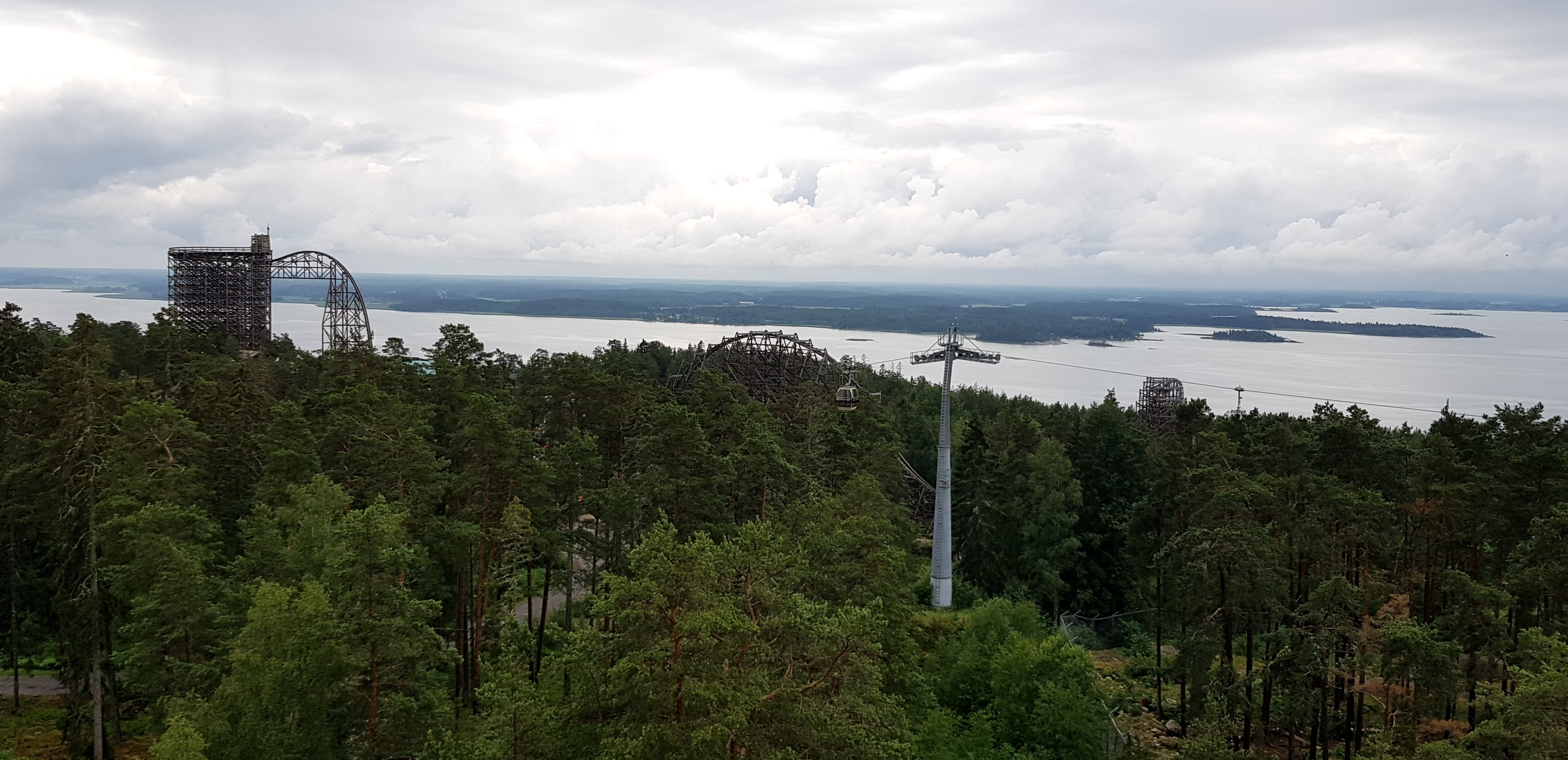
Wildfire, fotograferat från Safaribanan, med Bråviken i bakgrunden.